# RPTOR
پروتئین مرتبط با تنظیم‌کننده اِم‌تور (انگلیسی: Regulatory-associated protein of mTOR) مه به نام‌های رپ‌تور (انگلیسی: raptor) و KIAA1303 هم شناخته می‌شود، یک پروتئین وفق‌دهنده ترارسانی پیام به وزن ۱۵۰ کیلودالتون است که در انسان توسط ژن «RPTOR» کُدگذاری می‌شود. دو آران‌ای پیام‌رسان از این ژن حاصل می‌شود که ایزوفرم ۱ (با طول ۱۳۳۵ اسید آمینه) و ایزوفرم ۲ (با طول ۱۱۷۷ اسید آمینه) را کُدگذاری می‌کنند.
ژن «RPTOR» بر روی بازوی بلند کروموزوم ۱۷ واقع شده‌است. RPTOR به میزان فراوانی در ماهیچه‌های اسکلتی بیان می‌شود، اما میزان آن در مغز، ریه، روده باریک، کلیه‌ها و جُفت اندک است. کمترین میزان این پروتئین در طحال است. RPTOR در سیتوپلاسم، لیزوزوم و گرانول‌های سیتوپلاسمی یافت می‌شود. در سلول‌های تحت استرس و فشار، این پروتئین به SPAG5 متصل شده و به درون «استرس گرانول‌ها» می‌رود و حضورش در لیزوزوم‌ها به‌شدت کاهش می‌یابد.

## اهمیت بالینی
اهمیت بالینی RPTOR در درجه اول به دلیل دخالت آن در مسیر پیام‌رسانی mTOR است که در ترجمه (زیست‌شناسی) آران‌ای پیام‌رسان، خودخواری و رشد سلولی نقش دارد. ثابت شده که اختلال در مسیر پیام‌رسانی mTOR (مثلا به دلیل جهش در ژن PTEN) با بروز سرطان‌هایی چون سرطان پروستات، سرطان پستان، سرطان ریه، سرطان مثانه، ملانوما، سرطان تیروئید، سرطان رحم، تومور مغزی و سرطان کلیه مرتبط است. میزان تولید RPTOR در آدنوم هیپوفیز هم افزایش می‌یابد.
مسیر پیام‌رسانی mTOR با فرایند پیر شدن هم مرتبط است. ثابت شده مهار mTORC1 در موش‌های آزمایشگاهی، طول عمر آنان را به طرز قابل توجهی افزایش می‌دهد. دلیلش آن است که mTORC1 رشد سلول را تحریک کرده و خودخواری را مهار می‌کند. هرگونه اختلال عملکرد در فرایند خودخواری می‌توانند زمینه‌ساز بروز برخی بیماری‌ها از جمله سرطان باشد.